# Bristol 410

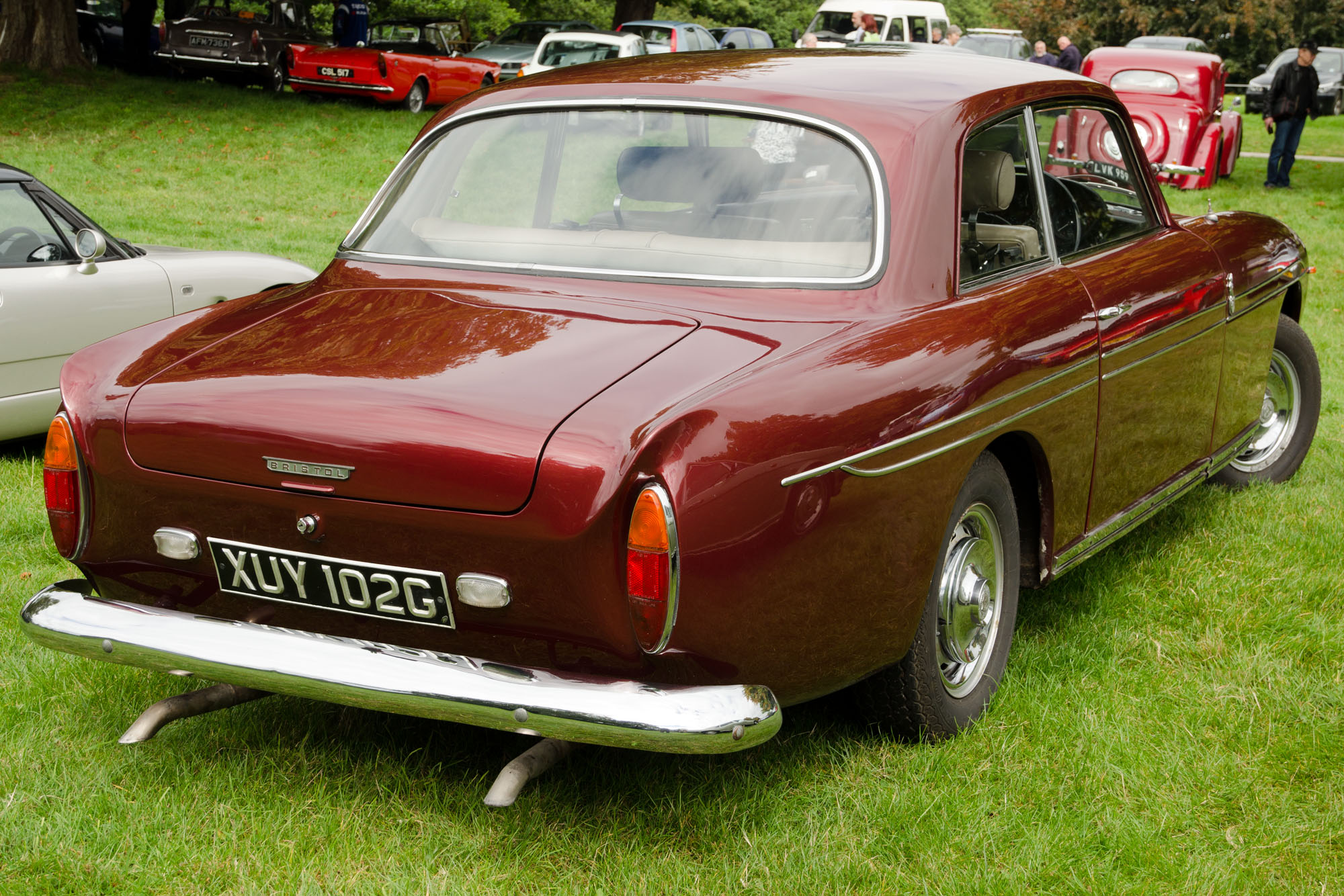
Rückleuchten von Humber: Bristol 410

Der Bristol 410 ist eine zweitürige Limousine des britischen Automobilherstellers Bristol Cars Ltd., die von 1967 bis 1969 hergestellt wurde. 

## Entstehungsgeschichte
Das in Gloucestershire ansässige Unternehmen Bristol Cars hatte seine Wurzeln in der Bristol Aeroplane Company, die 1910 in Bristol als Flugzeughersteller gegründet worden war. Nach dem Ende des Zweiten Weltkriegs gingen die Aufträge für Neuflugzeuge erheblich zurück. Um die Kapazitäten auszulasten, expandierte das Unternehmen – ähnlich wie Saab – in die Automobilbranche. Das erste Fahrzeug der neuen Marke, der Bristol 400, basierte auf technischen Komponenten der noch vor dem Krieg entwickelten BMW-Modelle 326, 327 und 328. Im Herbst 1958 führte Bristol mit dem viersitzigen 406 Saloon eine neue Modellgeneration ein, die eine Abkehr von der anfänglich betont sportlichen Ausrichtung der Marke bedeutete: Er war größer, schwerer und luxuriöser als alle bisherigen Bristol, verlor die Bristol-typische Agilität und war trotz eines größeren Motors langsamer als die Vorgänger, sodass er teilweise als untermotorisiert empfunden wurde. Die Übernahme eines US-amerikanischen Achtzylindermotors von Chrysler, der seit Einführung des Bristol 407 zum Einsatz kam, brachte bessere Fahrleistungen; dennoch rückten Komfort und äußerliche Zurückhaltung bei Bristol zunehmend in den Vordergrund.
In den 1960er Jahren verfolgte Bristol eine Politik der Entwicklung in kleinen Schritten. Die Bristol 408 (1963) und 409 (1965) waren Evolutionen des 407 mit diversen Detailverbesserungen, ohne allerdings erhebliche äußere oder konzeptionelle Veränderungen durchzuführen. Auch der im Herbst 1967 vorgestellte Bristol 410 unterscheidet sich nur in Details von seinem Vorgänger.

## Modellbeschreibung
Der wesentliche Unterschied betraf die Gestaltung der Frontpartie. Sie war insgesamt aerodynamischer. Der Kühlergrill ging nun über die gesamte Breite des Fahrzeugs, die Frontscheinwerfer waren zurückversetzt in die Kotflügel integriert. Die Technik des Wagens wurde wiederum nur in Einzelheiten verändert. Es gab kleinere Räder, durch die der Schwerpunkt des Wagens abgesenkt und die Agilität erhöht wurde. Ferner wurde das Bremssystem überarbeitet, und das Getriebe erhielt einen traditionellen Schalthebel im Bereich der Mittelkonsole, da sich die bisher verwendete Betätigung mittels Druckknöpfen als Unfallrisiko erwiesen hatte. Die Servolenkung, die bislang ein aufpreispflichtiges Extra war, gehörte nun zur Serienausstattung.

## Preise und Produktion
Der Verkaufspreis des Bristol 410 belief sich bei seiner Vorstellung im Herbst 1967 auf 5600 britische Pfund.
In der knapp zweijährigen Produktionszeit entstanden 79 Exemplare des Bristol 410.

## Trivia
Nathaniel Parker fährt in der britischen Kriminalfernsehserie Inspector Lynley einen Bristol Type 410 im traditionellen Dunkelrot. Dieses Fahrzeug wurde im Herbst 2009 von Bristol Cars (wieder) zum Verkauf angeboten.